# Kingdom Arena
Kingdom Arena (em árabe: المملكة أرينا, translit. Al-Mamlakah Arena) é um estádio de associação de futebol localizado em Riade, Arábia Saudita. O estádio acomoda 26,090 espectadores em sua configuração de futebol e possui teto retrátil. Em setembro de 2023, a Kingdom Holding Company obteve os direitos de gestão para operar o estádio como sede do Al Hilal.

## História
A Kingdom Arena foi construída em 180 dias e acomoda mais de 30 mil pessoas, incluindo 20 camarotes de luxoes. Possui um teto retrátil e uma tela de vídeo suspensa no centro.
A primeira partida de futebol a ser disputada no estádio foi um amistoso em 29 de janeiro de 2024 entre Al Hilal e Inter Miami, que terminou no Al Hilal vencendo por 4–3.
Em 8 de fevereiro de 2024, a Kingdom Arena recebeu dois Guinness World Records para o maior estádio de futebol coberto e a maior capacidade para um estádio coberto coberto.

## Eventos

### Boxing
- 28 de Outubro 2023 – Tyson Fury vs Francis Ngannou
- 23 de Dezembro 2023 – Anthony Joshua vs Otto Wallin
- 8 de Março 2024 – Anthony Joshua vs Francis Ngannou
- 18 de Maio 2024 – Tyson Fury vs Oleksandr Usyk
- 1 de Junho 2024 – Queensberry vs Matchroom 5v5

### Artes marciais mistas
- 24 de Fevereiro 2024 – PFL vs. Bellator
- 22 de Junho 2024 – UFC on ABC: Whittaker vs. Aliskerov

### Associação de futebol
- 29 de Janeiro 2024 – Al Hilal vs. Inter Miami
- 8 de Fevereiro 2024 – Al Hilal vs. Al Nassr

### Copa Feminina
SAFF Women's Cup Final
- Quinta-feira, 28 de Março de 2024 – Al-Ahli vs. Al-Shabab

### Luta profissional
- 28 de Junho de 2025 - Night of Champions